# Reiko Ike
Pour les articles homonymes, voir Ike.
Reiko Ike (池 玲子, Ike Reiko) est une actrice japonaise née le 5 août 1953. Elle est connue pour ses rôles dans les Pinku eiga.

## Biographie
Reiko Ike tourne dans plus de trente films au cinéma pour la Tōei entre 1971 et 1979.

## Filmographie sélective
- 1971 : Onsen mimizu geisha (温泉みみず芸者?) de Norifumi Suzuki
- 1971 : Girl Boss Blues: Queen Bee's Counterattack (女番長ブルース 牝蜂の逆襲, Mesubachi no gyakushu?) de Norifumi Suzuki
- 1971 : Gendai porno-den: Senten-sei inpu (現代ポルノ伝 先天性淫婦?) de Norifumi Suzuki
- 1972 : Girl Boss Guerilla (女番長ゲリラ, Sukeban gerira?) de Norifumi Suzuki
- 1973 : Sexe et Furie (不良姐御伝 猪の鹿お蝶, Furyō anego den: Inoshika Ochō?) de Norifumi Suzuki
- 1973 : Le Pensionnat des jeunes filles perverses (恐怖女子高校 暴行リンチ教室, Kyōfu joshikōkō: bōkō rinchi kyōshitsu?) de Norifumi Suzuki
- 1973 : Combat sans code d'honneur 3 : Guerre par procuration (仁義なき戦い 代理戦争, Jingi naki tatakai: Dairi senso?) de Kinji Fukasaku
- 1974 : The Street Fighter's Last Revenge (逆襲！殺人拳, Gyakushū! Satsujin ken?) de Shigehiro Ozawa
- 1974 : Nouveau combat sans code d'honneur (新仁義なき戦い, Shin jingi naki tatakai?) de Kinji Fukasaku
- 1975 : Le Cimetière de la morale (仁義の墓場, Jingi no hakaba?) de Kinji Fukasaku
- 1975 : Police contre Syndicat du crime (県警対組織暴力, Kenkei tai soshiki bōryoku?)
- 1975 : Bōryoku kinmyaku (暴力金脈?) de Sadao Nakajima de Kinji Fukasaku
- 1979 : Sochō no kubi (総長の首?) de Sadao Nakajima